# Koster (functie)

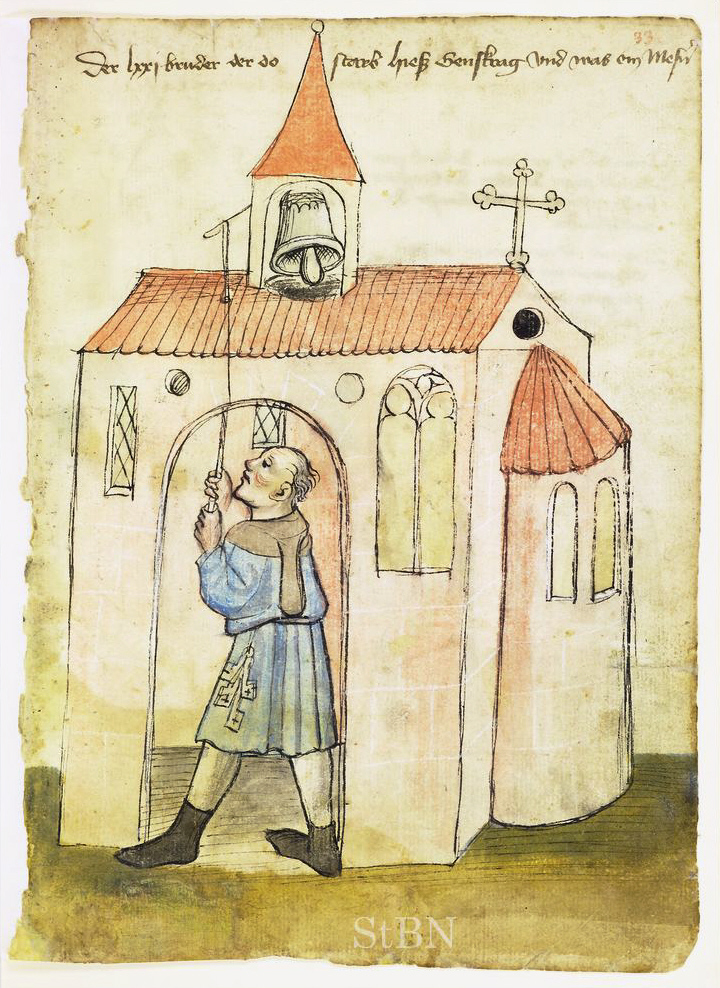
Een middeleeuwse koster luidt de kerkklok

Een koster (van het Latijn custos = bewaker), in Kerklatijn ook sacrista geheten, is een functie die, al dan niet bezoldigd, belast is met de dagelijkse zorg voor het kerkgebouw en het klaarzetten van de verschillende voorwerpen voor de liturgische eredienst, zoals het liturgisch vaatwerk of een glas water op het spreekgestoelte. 
De functie van koster bestaat zowel binnen het katholicisme als het protestantisme.
De koster is belast met diverse facilitaire taken om de kerk en de liturgie te ondersteunen. Hij regelt allerlei praktische aangelegenheden in en om het kerkgebouw, zoals verlichting, verwarming, klein onderhoud, en eventueel in de tuin en begraafplaats ('kerkhof'). 

## Rooms-katholieke kerken
De verschillende taken van de koster verschillen van kerk tot kerk, in overleg met het kerk- en parochiebestuur of de pastoor. Vaak oefent de koster in kleine en middelgrote kerken verschillende functies uit: torenmeester, kerkmeester, kerkbaljuw ('suisse'), kerkwacht, organist, voorzanger, klokkenluider, hoofd-acoliet (ceremoniarius) en sacristein, tuinier en soms zelfs grafdelver. Een van de functies in een kapittel kan die van koster zijn, terwijl andere kanunniken functies kunnen hebben die in kleine kerken vaak door de koster worden vervuld. De meeste van die werkzaamheden werden in de middeleeuwen en de vroege Kerk, alsook in zeer grote kerken, verricht door één of meer afzonderlijke personen, vaak priesters of geestelijken met lagere wijdingen (zie ostiarius), later (behalve in kloosters) doorgaans door mannelijke leken. In grote kerken zijn er vaak meerdere kosters actief.
Voor het Tweede Vaticaans Concilie waren sommige kosters in loondienst van een parochie. Na het concilie zijn nagenoeg alle kosters vrijwillig in dienst van de kerk.
Meestal worden de kosters in een kerk of parochie ingedeeld in drie graden:
- Hoofdkoster: Ervaren koster die leiding geeft aan een groep kosters en verantwoordelijk is voor de facilitaire processen, meestal in een grote kerk.
- Koster: (Latijn: Sacrista) Allround koster belast met de standaard kosterwerkzaamheden.
- Onderkoster/Hulpkoster: (Latijn: Custos) Assistent koster, invallend koster, koster met een beperkt takenpakket of allround koster in opleiding.

In Vlaanderen zijn de koster-organisten verenigd in de beroepsvereniging Sacrista, die sinds 1961 het tijdschrift Gewijde dienst publiceert.

### Kleding
Voor het Tweede Vaticaans Concilie waren, in de Rooms-katholieke kerk, de kosters in actieve dienst veelal gekleed in een zwarte toog zonder priesterboord (collaar). Dit was kleding die waardig was om zich op het priesterkoor en bij het altaar te begeven. Daarnaast droeg de koster in de kerk soms, zoals tijdens de liturgie, net als de misdienaars een toog met superplie.
Na het Tweede Vaticaans Concilie werd de kleding van de koster in sommige kerken informeel en is de koster vaak gekleed in een pak met stropdas. Echter in behoudende en traditionalistische Rooms-katholieke kerken dragen de kosters nog wel een zwarte toog. En wordt dit soms ook verplicht gesteld.
Met betrekking tot de Tridentijnse mis is enkel de geestelijke bevoegd het liturgische vaatwerk met gewijde handen aan te raken. Daarom dient een koster stoffen witte handschoenen te dragen om de miskelk, de pateen en de ciborie voor de mis klaar te zetten of na de mis op te ruimen.

## Keizer-koster
Wegens zijn talloze bemoeienissen met kerkelijke aangelegenheden werd de Habsburgse Roomse keizer Jozef II ook wel de 'keizer-koster' genoemd.